# Gilera

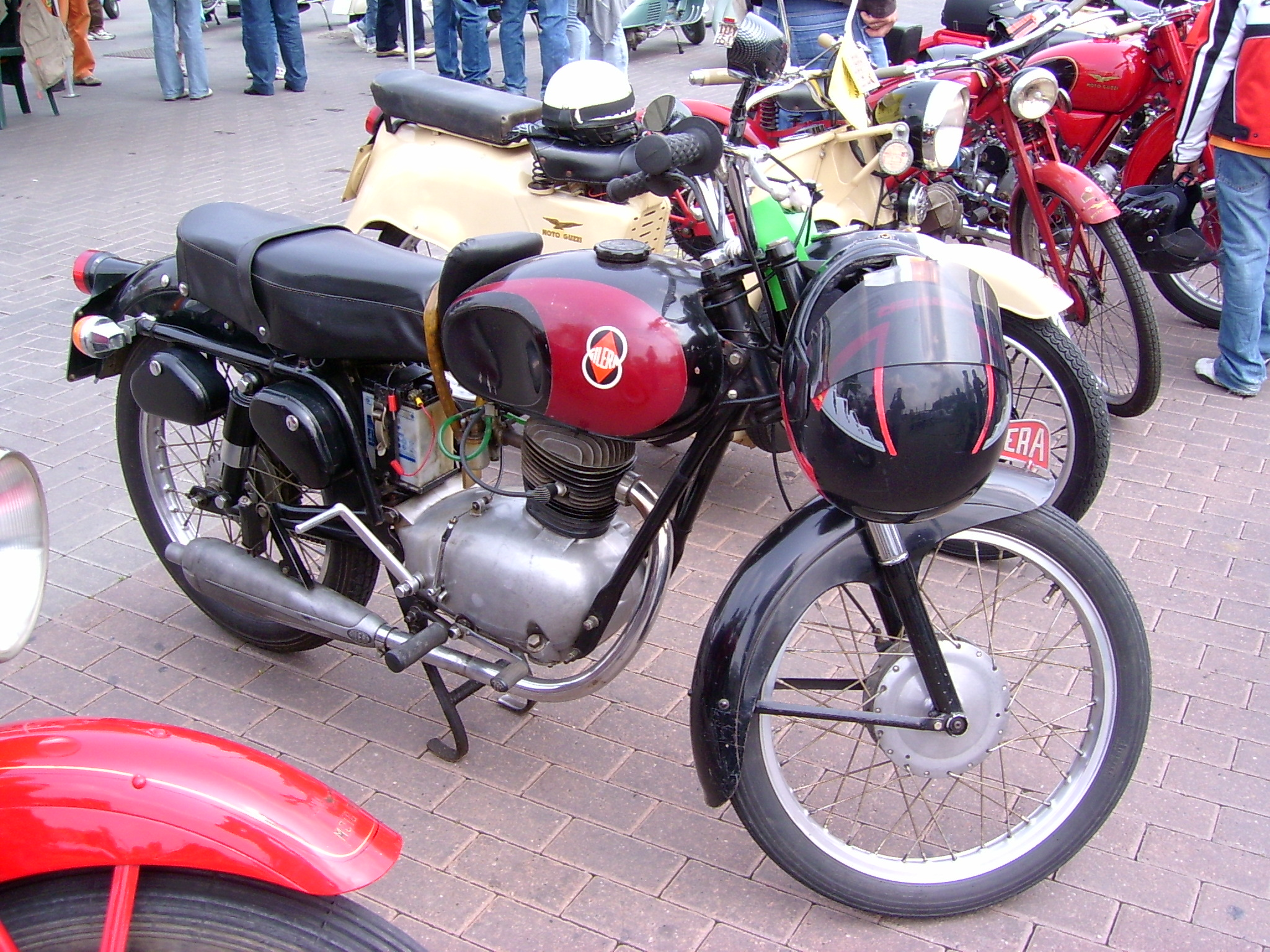
Gilera 150 Turismo de 1952.

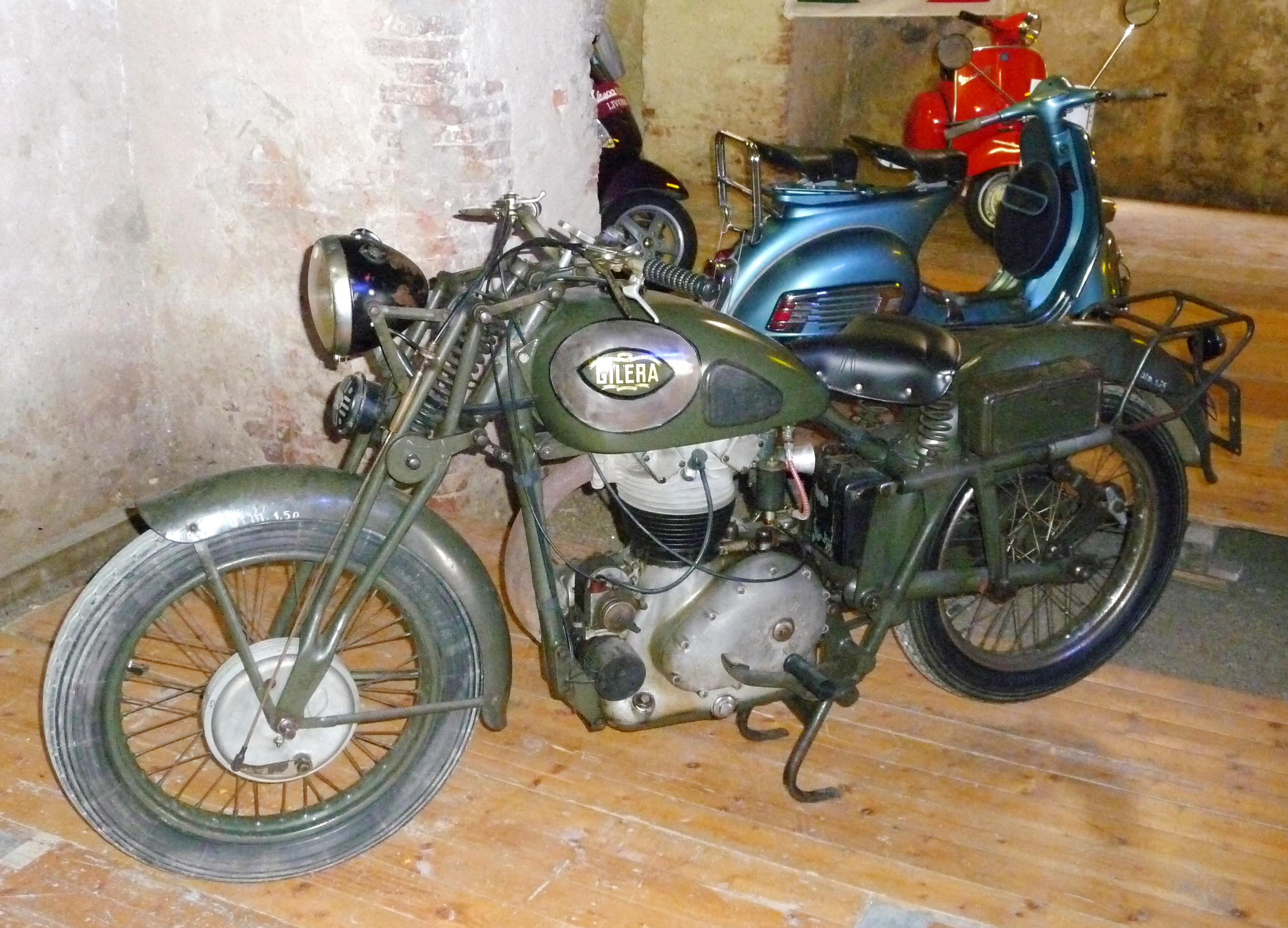
Gilera Saturno 500 militar de 1946.

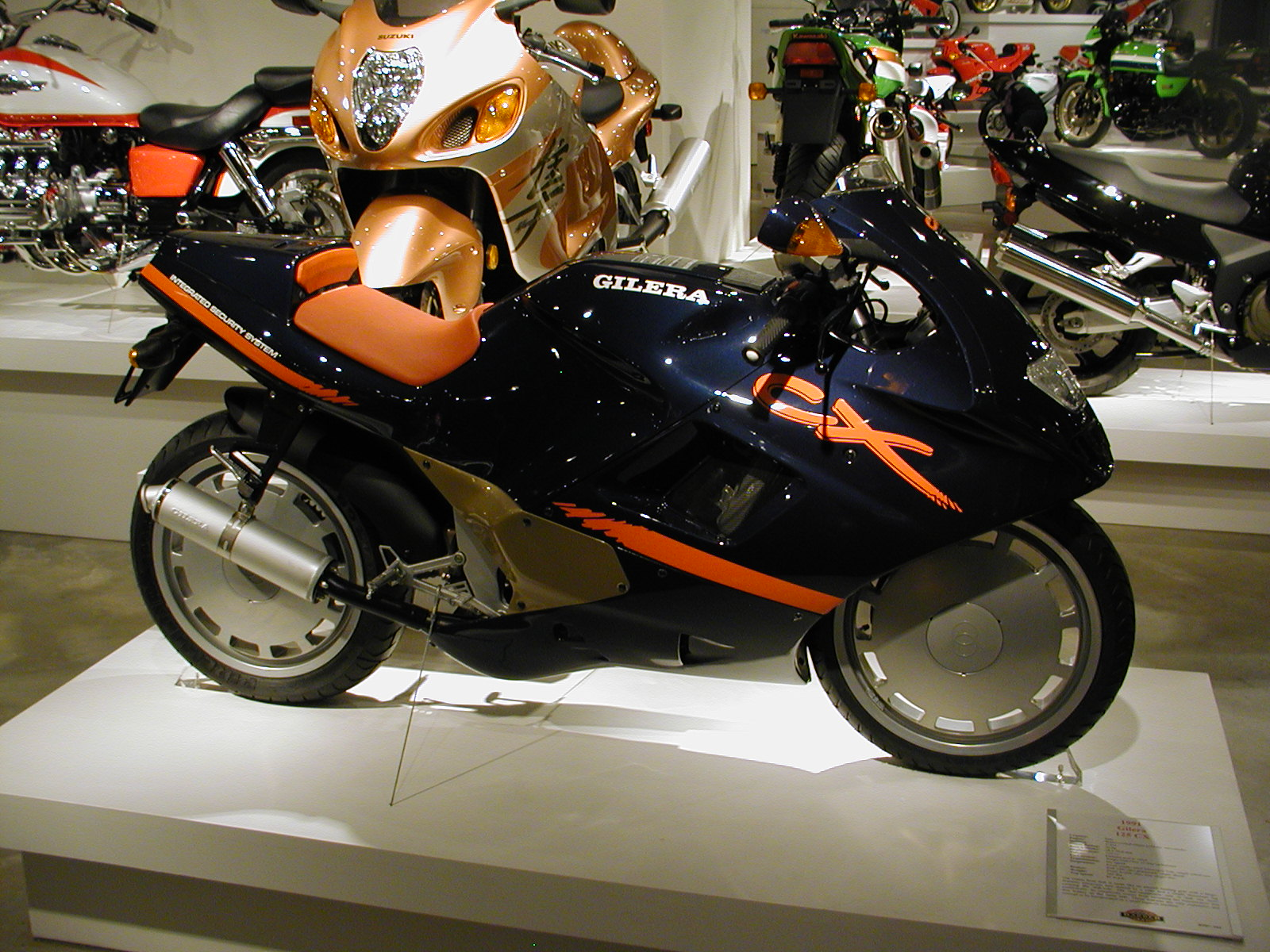
Gilera CX 125 de 1991.

Gilera es una compañía italiana fabricante de motocicletas, fundada en Arcore en 1909 por Giuseppe Gilera. En 1969 fue comprada por el Grupo Piaggio, que en la actualidad dispone de seis marcas italianas (Aprilia, Gilera, Moto Guzzi, Piaggio, Vespa y Laverda) y una española (Derbi), siendo el cuarto mayor fabricante de motocicletas del mundo.

## Historia
En 1935 Gilera adquirió los derechos del motor de cuatro cilindros Rondine, que fue la base para sus máquinas de competición durante casi cuatro décadas. Basándose en ese motor se desarrolló una gama de motores de cuatro tiempos desde los 100cc hasta los 500cc.
Tras la Segunda Guerra Mundial, Gilera dominó el Campeonato del mundo de motociclismo, ganando en la categoría de 500cc seis veces en ocho años. Enfrentándose a una reducción en las ventas debido a la creciente popularidad de los automóviles, Gilera llegó al caballeroso acuerdo con el resto de fabricantes italianos de motocicletas de retirarse de la competición tras la temporada de 1957, como una medida de reducción de costes. En 1992 Gilera volvió a los Grandes Premios.
En la actualidad Piaggio sigue produciendo motocicletas y ciclomotores de pequeña cilindrada bajo la marca Gilera.

## Títulos mundiales
| Año  | Categoría | Piloto           |
| ---- | --------- | ---------------- |
| 1950 | 500cc     | Umberto Masetti  |
| 1952 | 500cc     | Umberto Masetti  |
| 1953 | 500cc     | Geoff Duke       |
| 1954 | 500cc     | Geoff Duke       |
| 1955 | 500cc     | Geoff Duke       |
| 1957 | 500cc     | Libero Liberati  |
| 2001 | 125cc     | Manuel Poggiali  |
| 2008 | 250cc     | Marco Simoncelli |

## Modelos a la venta
- Runner 50 SP
- GP800
- Fuoco 500
- Runner ST 125
- Gilera Runner VXR 200
- Nexus 125
- Nexus 300
- Nexus 500

Fuente: Gilera.com

## Modelos anteriores
- Gilera Eaglet
- Gilera Saturno
- Gilera Giubileo
- Gilera Crono
- Gilera MX-1
- Gilera MXR
- Gilera SP-01
- Gilera CX
- Gilera DNA

Gilera Rtwin 
Gilera off Road 
Gilera surfer 
Gilera hak
Gilera h2o
Gilera canival
Gilera gsm 
Gilera rt
Gilera Apache